# Seria A polska w rugby (1995)
Seria A polska w rugby (1995) – trzydziesty dziewiąty sezon najwyższej klasy ligowych rozgrywek klubowych rugby union w Polsce. Tytuł mistrza Polski zdobyła Lechia Gdańsk, drugie miejsce zajęło Ogniwo Sopot, a trzecie AZS AWF Warszawa.

## Uczestnicy rozgrywek
W pierwszej części sezonu Serii A wzięło udział pięć drużyn (te, które zajęły miejsca od pierwszego do piątego w poprzednim sezonie): Lechia Gdańsk, Ogniwo Sopot, AZS AWF Warszawa, Budowlani Lublin i Budowlani Łódź. Szósta drużyna, Posnania Poznań zrezygnowała z występów w Serii A. W rundzie jesiennej stawkę drużyn walczących o udział w Serii A w kolejnym sezonie uzupełniły trzy najlepsze zespoły Serii B tego sezonu: Posnania, Pogoń Siedlce i Budowlani Olsztyn.

## Przebieg rozgrywek
Rozgrywki toczyły się systemem wiosna – jesień. Podzielone były na dwie fazy. W pierwszej pięć drużyn Serii A grało każdy z każdym, mecz i rewanż. Następnie cztery najlepsze zespoły Serii A grały o miejsca 1–4 i mistrzostwo Polski, każdy z każdym, mecz i rewanż, z zaliczeniem wyników uzyskanych wiosną. Z kolei piąty zespół Serii A i trzy najlepsze zespoły Serii B grały o 5–8 miejsce i Puchar Ligi (każdy z każdym, mecz i rewanż). Drużyny z miejsc piątego i szóstego w kolejnym sezonie miały zagrać w Serii A, a z siódmego i ósmego – w Serii B.

### Pierwsza faza
Wyniki spotkań:
|                  | Lechia Gdańsk | AZS AWF Warszawa | Ogniwo Sopot | Budowlani Lublin | Budowlani Łódź |
| Lechia Gdańsk    | –             | 50:9             | 38:12        | 38:7             | 85:3           |
| Ogniwo Sopot     | 9:0           | –                | 9:10         | 15:3             | 74:14          |
| AZS AWF Warszawa | 10:51         | 15:21            | –            | 34:11            | 38:12          |
| Budowlani Lublin | 9:45          | 0:34             | 15:28        | –                | 20:22          |
| Budowlani Łódź   | 3:31          | 16:24            | 8:60         | 55:7             | –              |

Tabela końcowa pierwszej fazy (na zielono wiersze z drużynami, które miały grać o mistrzostwo, a na żółto z drużynami, które miały grać o utrzymanie się w Serii A):
| Pozycja | Drużyna          | Punkty razem | Bilans punktów |
| ------- | ---------------- | ------------ | -------------- |
| 1       | Lechia Gdańsk    | 22           | 338:62         |
| 2       | Ogniwo Sopot     | 20           | 195:108        |
| 3       | AZS AWF Warszawa | 18           | 207:165        |
| 4       | Budowlani Łódź   | 12           | 133:339        |
| 5       | Budowlani Lublin | 6            | 72:271         |

### Druga faza

#### Rozgrywki o miejsca 1–4 i mistrzostwo Polski
Wyniki spotkań:
|                  | Lechia Gdańsk | Ogniwo Sopot | AZS AWF Warszawa | Budowlani Łódź |
| Lechia Gdańsk    | –             | 43:18        | 46:10            | 51:6           |
| Ogniwo Sopot     | 12:33         | –            | 20:6             | 30:16          |
| AZS AWF Warszawa | 44:19         | 10:10        | –                | 37:11          |
| Budowlani Łódź   | 19:45         | 7:25         | 29:0             | –              |

Tabela końcowa:
| Pozycja | Drużyna          | Punkty razem | Bilans punktów |
| ------- | ---------------- | ------------ | -------------- |
| 1       | Lechia Gdańsk    | 38           | 574:171        |
| 2       | Ogniwo Sopot     | 33           | 310:223        |
| 3       | AZS AWF Warszawa | 29           | 314:299        |
| 4       | Budowlani Łódź   | 20           | 221:527        |

#### Rozgrywki o miejsca 5–8 i Puchar Ligi
Wyniki spotkań:
|                   | Budowlani Lublin | Posnania Poznań | Pogoń Siedlce | Budowlani Olsztyn |
| Budowlani Lublin  | –                | 9:0 (wo)        | 53:5          | 56:11             |
| Posnania Poznań   | 26:32            | –               | 9:0 (wo)      | 29:13             |
| Pogoń Siedlce     | 17:10            | 0:10            | –             | 46:10             |
| Budowlani Olsztyn | 15:22            | 14:13           | 15:19         | –                 |

Tabela końcowa (na czerwono wiersze z drużynami, która spadały w kolejnym sezonie do Serii B):
| Pozycja | Drużyna           | Punkty razem | Bilans punktów |
| ------- | ----------------- | ------------ | -------------- |
| 5       | Budowlani Lublin  | 16           | 182:74         |
| 6       | Posnania Poznań   | 11           | 87:68          |
| 7       | Pogoń Siedlce     | 11           | 87:107         |
| 8       | Budowlani Olsztyn | 8            | 78:185         |

## Seria B
Równolegle z rozgrywkami Serii A odbywała się rywalizacja w Serii B. Wzięło w niej udział osiem drużyn, z czego sklasyfikowanych zostało pięć – po pierwszym meczu wycofał się Lotnik Pruszcz Gdański, w czerwcu wycofał się Legion Legionowo, a nie sklasyfikowano Rugby Klub Kraków 1993, który rozegrał zbyt mało spotkań. Rozgrywki toczyły się w systemie wiosna – jesień, w dwóch fazach, w obu każdy z każdym, mecz i rewanż. Po pierwszej fazie trzy najlepsze drużyny awansowały do rozgrywek o Puchar Ligi. Pozostałe drużyny grały w końcówce sezonu o Puchar Polskiego Związku Rugby (z tych rozgrywek wycofali się Czarni Bytom).
Tabela końcowa Serii B (na zielono wiersze z drużynami, która awansowały do rozgrywek o Puchar Ligi):
| Pozycja | Drużyna           |
| ------- | ----------------- |
| 1       | Posnania Poznań   |
| 2       | Pogoń Siedlce     |
| 3       | Budowlani Olsztyn |
| 4       | Orkan Sochaczew   |
| 5       | Czarni Bytom      |

Tabela końcowa Pucharu Polskiego Związku Rugby:
| Pozycja | Drużyna                |
| ------- | ---------------------- |
| 1       | Orkan Sochaczew        |
| 2       | Rugby Klub Kraków 1993 |

## Inne rozgrywki
W finale Pucharu Polski Ogniwo Sopot pokonało Lechię Gdańsk 17:8. W mistrzostwach Polski juniorów zwycięstwo odniosło Ogniwo Sopot, a wśród kadetów Lechia Gdańsk. 

## Nagrody
Najlepszym zawodnikiem został wybrany przez Polski Związek Rugby Stanisław Więciorek, a trenerem Stanisław Dasiuk.